# Приворот (станция)

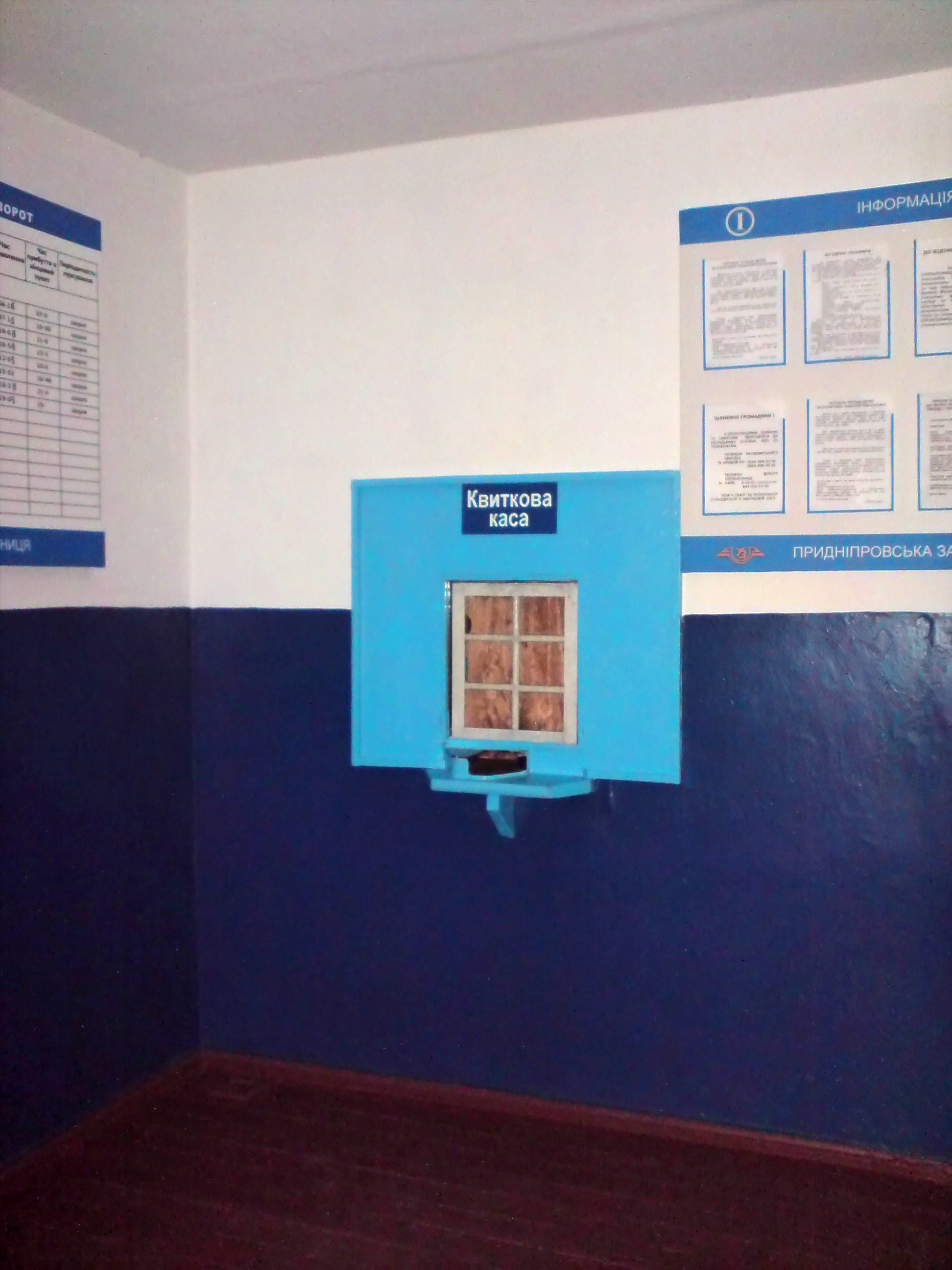
Билетная касса

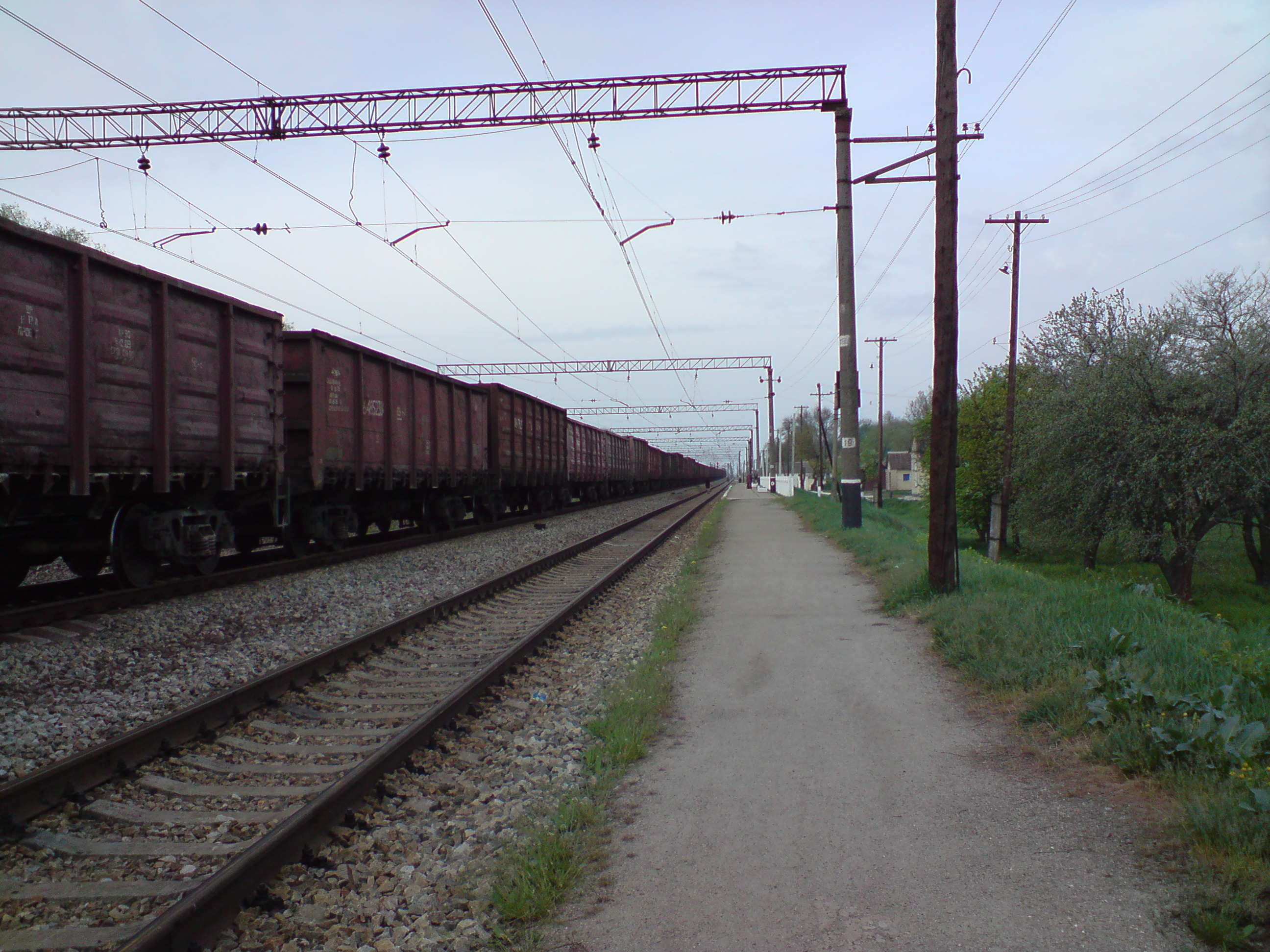
Вид на перрон

Приворот (укр. Приворот) — пассажирская железнодорожная станция Криворожской дирекции Приднепровской железной дороги государственного предприятия «Украинские железные дороги» на 73-м километре линии Верховцево—Кривой Рог.

## Характеристика
Станция расположена в селе Весёлое Поле, Софиевский район, Днепропетровская область между станциями Девладово (8 км) и Пичугино (8 км). Ближайший остановочный пункт — платформа 77 км (4 км). На линии существует 7-километровая соединительная ветка Приворот—Саксагань с линией Кривой Рог—Пятихатки.
На станции останавливаются электропоезда сообщением Днепропетровск—Кривой Рог.
|     | Операции, выполняемые на станции Приворот:                                         |
| --- | ---------------------------------------------------------------------------------- |
| Код | Услуга                                                                             |
| Б   | Продажа билетов на все пассажирские поезда. Приём и выдача багажа не производятся. |

### Схема
Близлежащие станции и остановочные пункты относительно станции Приворот в обоих направлениях:
| ←             | Станция  | ↔    | Остановочный пункт | ↔    | Станция  | ↔    | Станция   | ↔    | Остановочный пункт | →             |
| ------------- | -------- | ---- | ------------------ | ---- | -------- | ---- | --------- | ---- | ------------------ | ------------- |
| На Кривой Рог | Пичугино | 4 км | Платформа 77 км    | 4 км | Приворот | 8 км | Девладово | 6 км | Спокойствие        | На Верховцево |

## История
На трёхверстовой карте Шуберта 19 века значится как Разъезд Приворотъ.
При станции существовал одноимённый посёлок присоединённый к селу Весёлое Поле в период с 1967 по 1971 год.
Станция была электрифицирована в 1959—1960 годах вместе с электрификацией всей линии Верховцево—Долгинцево—Червонное тогдашней Сталинской железной дороги.
Вокруг станции был высажен яблонево-грушевый сад. Возле станции построен единственный в Весёлом Поле двухэтажный многоквартирный дом для работников железной дороги. В советские годы на четвёртом пути останавливался вагон-кинотеатр для жителей села.